# 梁辰
梁辰（1462年—？），字應樞，廣東廣州府南海縣人，民籍，明朝政治人物。

## 生平
成化二十二年（1486年）丙午科廣東鄉試第十九名舉人。弘治六年（1493年）中式癸丑科會試第一百二十名，二甲第六十八名進士。官处州府知府。

## 家族
曾祖梁祖佑；祖父梁景庫；父梁用，母何氏。具庆下。弟時、更、春、宵、秋。